# Gran Premio de China de Motociclismo de 2008
El Gran Premio de China de Motociclismo de 2008 fue la cuarta prueba del Campeonato del Mundo de Motociclismo de 2008. Tuvo lugar en el fin de semana del 2 al 4 de mayo de 2008 en el Circuito Internacional de Shanghái, situado en la ciudad de Shanghái, China. La carrera de MotoGP fue ganada por Valentino Rossi, seguido de Dani Pedrosa y Casey Stoner. Mika Kallio ganó la prueba de 250cc, por delante de Hiroshi Aoyama y Mattia Pasini. La carrera de 125cc fue ganada por Andrea Iannone, Mike Di Meglio fue segundo y Gábor Talmácsi tercero.

## Resultados MotoGP
| Pos.            | N.º | Piloto           | Constructor | Vueltas | Tiempo/Retirado | Grilla | Puntos |
| --------------- | --- | ---------------- | ----------- | ------- | --------------- | ------ | ------ |
| 1               | 46  | Valentino Rossi  | Yamaha      | 22      | 44:08.061       | 2      | 25     |
| 2               | 2   | Dani Pedrosa     | Honda       | 22      | +3.890          | 5      | 20     |
| 3               | 1   | Casey Stoner     | Ducati      | 22      | +15.928         | 3      | 16     |
| 4               | 48  | Jorge Lorenzo    | Yamaha      | 22      | +22.494         | 4      | 13     |
| 5               | 33  | Marco Melandri   | Ducati      | 22      | +26.957         | 12     | 11     |
| 6               | 69  | Nicky Hayden     | Honda       | 22      | +28.369         | 10     | 10     |
| 7               | 5   | Colin Edwards    | Yamaha      | 22      | +29.780         | 1      | 9      |
| 8               | 24  | Toni Elías       | Ducati      | 22      | +30.225         | 15     | 8      |
| 9               | 65  | Loris Capirossi  | Suzuki      | 22      | +31.440         | 6      | 7      |
| 10              | 56  | Shinya Nakano    | Honda       | 22      | +35.969         | 13     | 6      |
| 11              | 4   | Andrea Dovizioso | Honda       | 22      | +36.246         | 11     | 5      |
| 12              | 52  | James Toseland   | Yamaha      | 22      | +43.191         | 7      | 4      |
| 13              | 14  | Randy de Puniet  | Honda       | 22      | +43.442         | 9      | 3      |
| 14              | 21  | John Hopkins     | Kawasaki    | 22      | +45.855         | 14     | 2      |
| 15              | 50  | Sylvain Guintoli | Ducati      | 22      | +46.330         | 17     | 1      |
| 16              | 15  | Alex de Angelis  | Honda       | 22      | +50.593         | 16     |        |
| 17              | 13  | Anthony West     | Kawasaki    | 22      | +1:05.593       | 18     |        |
| Ret             | 7   | Chris Vermeulen  | Suzuki      | 6       | Retirement      | 8      |        |
| Reporte Oficial |     |                  |             |         |                 |        |        |

## Resultados 250cc
| Pos.            | N.º | Piloto              | Constructor | Vueltas | Tiempo/Retirado | Grilla | Puntos |
| --------------- | --- | ------------------- | ----------- | ------- | --------------- | ------ | ------ |
| 1               | 36  | Mika Kallio         | KTM         | 21      | 48:12.217       | 3      | 25     |
| 2               | 4   | Hiroshi Aoyama      | KTM         | 21      | +3.238          | 11     | 20     |
| 3               | 75  | Mattia Pasini       | Aprilia     | 21      | +13.811         | 7      | 16     |
| 4               | 58  | Marco Simoncelli    | Gilera      | 21      | +18.474         | 5      | 13     |
| 5               | 6   | Alex Debón          | Aprilia     | 21      | +21.066         | 12     | 11     |
| 6               | 21  | Héctor Barberá      | Aprilia     | 21      | +25.158         | 2      | 10     |
| 7               | 72  | Yuki Takahashi      | Honda       | 21      | +29.990         | 10     | 9      |
| 8               | 14  | Ratthapark Wilairot | Honda       | 21      | +39.871         | 18     | 8      |
| 9               | 41  | Aleix Espargaró     | Aprilia     | 21      | +48.344         | 15     | 7      |
| 10              | 55  | Héctor Faubel       | Aprilia     | 21      | +55.470         | 13     | 6      |
| 11              | 15  | Roberto Locatelli   | Gilera      | 21      | +55.832         | 9      | 5      |
| 12              | 19  | Álvaro Bautista     | Aprilia     | 21      | +1:00.442       | 1      | 4      |
| 13              | 50  | Eugene Laverty      | Aprilia     | 21      | +1:00.732       | 19     | 3      |
| 14              | 32  | Fabrizio Lai        | Gilera      | 21      | +1:36.975       | 16     | 2      |
| 15              | 45  | Doni Tata Pradita   | Yamaha      | 21      | +1:37.080       | 21     | 1      |
| 16              | 10  | Imre Tóth           | Aprilia     | 21      | +1:45.018       | 22     |        |
| 17              | 7   | Russell Gómez       | Aprilia     | 21      | +2:13.718       | 23     |        |
| Ret             | 25  | Alex Baldolini      | Aprilia     | 14      | Retirement      | 20     |        |
| Ret             | 60  | Julián Simón        | KTM         | 5       | Retirement      | 4      |        |
| Ret             | 12  | Thomas Lüthi        | Aprilia     | 5       | Retirement      | 6      |        |
| Ret             | 17  | Karel Abraham       | Aprilia     | 4       | Retirement      | 17     |        |
| Ret             | 52  | Lukáš Pešek         | Aprilia     | 2       | Retirement      | 14     |        |
| Ret             | 54  | Manuel Poggiali     | Gilera      | 0       | Accident        | 8      |        |
| Reporte Oficial |     |                     |             |         |                 |        |        |

## Resultados 125cc
| Pos.            | N.º | Piloto              | Constructor | Vueltas | Tiempo/Retirado | Grilla | Puntos |
| --------------- | --- | ------------------- | ----------- | ------- | --------------- | ------ | ------ |
| 1               | 29  | Andrea Iannone      | Aprilia     | 19      | 46:02.275       | 5      | 25     |
| 2               | 63  | Mike Di Meglio      | Derbi       | 19      | +3.355          | 3      | 20     |
| 3               | 1   | Gábor Talmácsi      | Aprilia     | 19      | +3.451          | 4      | 16     |
| 4               | 44  | Pol Espargaró       | Derbi       | 19      | +14.028         | 7      | 13     |
| 5               | 17  | Stefan Bradl        | Aprilia     | 19      | +23.853         | 8      | 11     |
| 6               | 6   | Joan Olivé          | Derbi       | 19      | +31.962         | 6      | 10     |
| 7               | 60  | Michael Ranseder    | Aprilia     | 19      | +33.758         | 18     | 9      |
| 8               | 18  | Nicolás Terol       | Aprilia     | 19      | +34.696         | 2      | 8      |
| 9               | 35  | Raffaele De Rosa    | KTM         | 19      | +34.838         | 14     | 7      |
| 10              | 7   | Efrén Vázquez       | Aprilia     | 19      | +41.011         | 19     | 6      |
| 11              | 12  | Esteve Rabat        | KTM         | 19      | +41.139         | 22     | 5      |
| 12              | 93  | Marc Márquez        | KTM         | 19      | +43.677         | 21     | 4      |
| 13              | 71  | Tomoyoshi Koyama    | KTM         | 19      | +53.489         | 24     | 3      |
| 14              | 51  | Stevie Bonsey       | Aprilia     | 19      | +54.462         | 16     | 2      |
| 15              | 30  | Pere Tutusaus       | Aprilia     | 19      | +58.706         | 20     | 1      |
| 16              | 11  | Sandro Cortese      | Aprilia     | 19      | +59.454         | 12     |        |
| 17              | 77  | Dominique Aegerter  | Derbi       | 19      | +1:10.704       | 13     |        |
| 18              | 69  | Louis Rossi         | Honda       | 19      | +1:47.918       | 32     |        |
| 19              | 56  | Hugo van den Berg   | Aprilia     | 19      | +1:50.406       | 29     |        |
| Ret             | 34  | Randy Krummenacher  | KTM         | 16      | Retirement      | 31     |        |
| Ret             | 45  | Scott Redding       | Aprilia     | 15      | Accident        | 23     |        |
| Ret             | 8   | Lorenzo Zanetti     | KTM         | 11      | Retirement      | 26     |        |
| Ret             | 99  | Danny Webb          | Aprilia     | 10      | Accident        | 10     |        |
| Ret             | 95  | Robert Mureșan      | Aprilia     | 9       | Accident        | 30     |        |
| Ret             | 5   | Alexis Masbou       | Loncin      | 9       | Retirement      | 25     |        |
| Ret             | 21  | Robin Lässer        | Aprilia     | 7       | Accident        | 27     |        |
| Ret             | 19  | Roberto Lacalendola | Aprilia     | 7       | Accident        | 28     |        |
| Ret             | 38  | Bradley Smith       | Aprilia     | 6       | Accident        | 1      |        |
| Ret             | 24  | Simone Corsi        | Aprilia     | 5       | Retirement      | 11     |        |
| Ret             | 73  | Takaaki Nakagami    | Aprilia     | 4       | Retirement      | 17     |        |
| Ret             | 33  | Sergio Gadea        | Aprilia     | 1       | Retirement      | 9      |        |
| DNS             | 27  | Stefano Bianco      | Aprilia     | 0       | Did not start   | 15     |        |
| DNS             | 22  | Pablo Nieto         | KTM         |         | Did not start   |        |        |
| DNS             | 16  | Jules Cluzel        | Loncin      |         | Did not start   |        |        |
| Reporte Oficial |     |                     |             |         |                 |        |        |